# Общественные насекомые

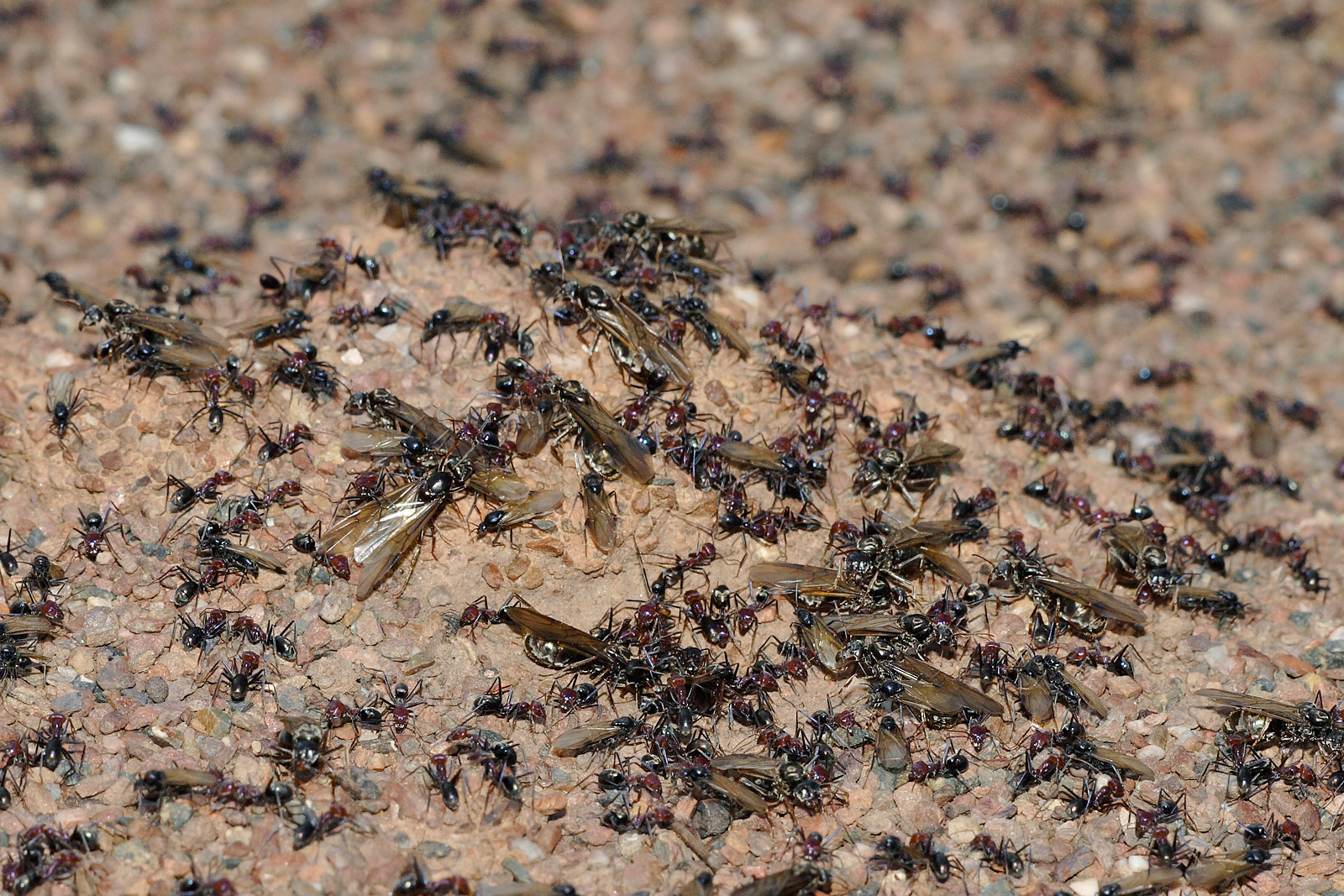
Роение муравьёв Iridomyrmex purpureus

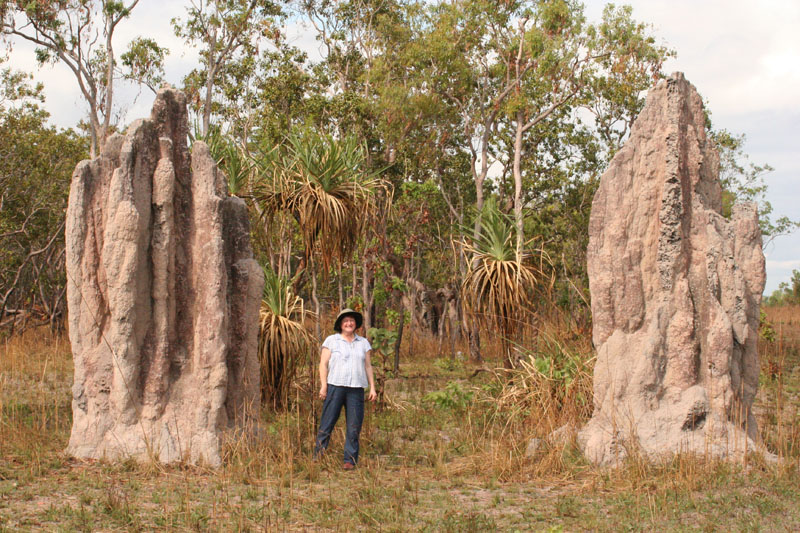
Термитники некоторых видов термитов достигают рекордных для беспозвоночных размеров.

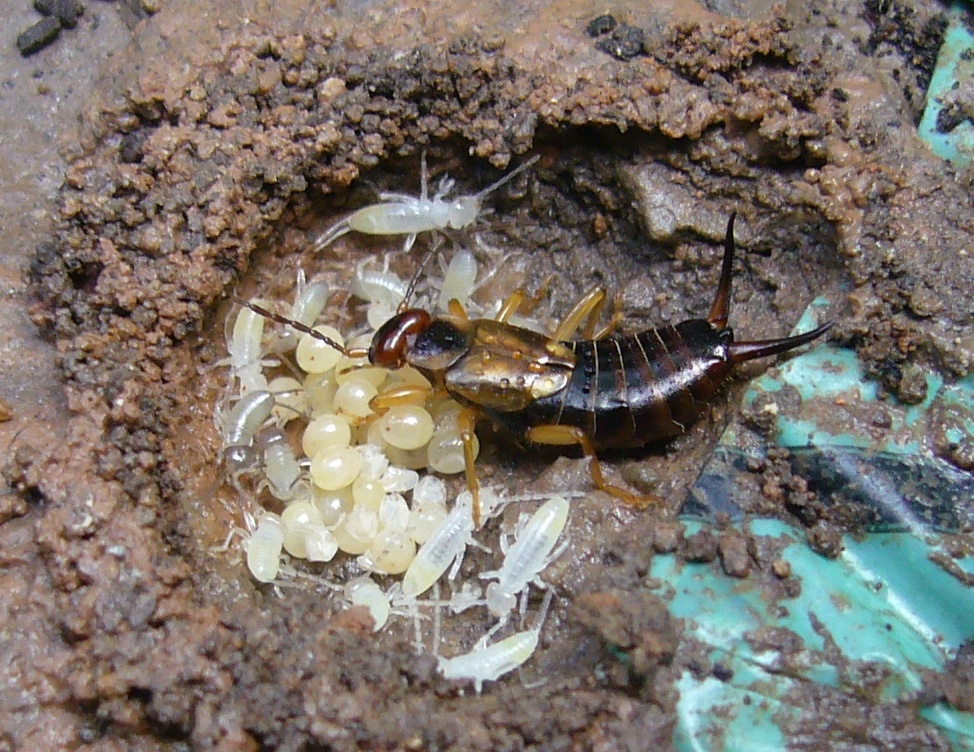
Самка уховёртки в гнезде, охраняющая свой молодой приплод.

Общественные насекомые (социальные насекомые) — группа насекомых, отличающаяся общественным образом жизни (муравьи, осы, пчёлы, термиты, шмели и некоторые другие). Являются предметом изучения социобиологии.

## Признаки
Для общественных насекомых характерно обитание в совместно построенном гнезде, уход за потомством, перекрывание нескольких поколений и разделение обязанностей (полиэтизм) среди членов их семей. Семьи состоят из нескольких каст: половых (репродуктивных самок и самцов) и бесплодных рабочих особей (рабочие, солдаты и другие). Последние выполняют все функции в семье, кроме размножения.
В формировании эусоциальности различаются стадии пресоциальности: пресоциальность, субсоциальность, полусоциальность, парасоциальность и квазисоциальность.
У социальных насекомых отмечена способность к партеногенезу, в том числе у таких насекомых как муравьи, термиты и другие.
Одной из характерных особенностей общественных насекомых служит строительство крупных и сложноустроенных гнёзд (например, муравейник, термитник). Они характеризуются особой защитной конструкцией, обеспечивающей поддержание постоянных и оптимальных показателей вентиляции, влажности воздуха и т. п., обеспечивающих выращивание расплода, а у видов-грибководов (муравьи-грибководы и термиты) ещё и симбионтных грибов. Размеры самых крупных термитников достигают 9 м в высоту. У некоторых пустынных муравьёв гнёзда могут уходить под землю на глубину до 4 м, а по косвенным данным — даже до 10 метров.
Общественные насекомые — это центр экосистемы.Эдвард Уилсон
(Wilson, 1990:3).
У социальных насекомых обнаружено 149 экзокринных желёз, и каждый год описываются новые. Из них 84 экзокринные железы обнаружены у муравьёв, 53 у пчёл и шмелей, 20 у термитов. Некоторые встречаются во всех группах (например, лабиальные слюнные железы), а другие (ядовитая и дюфурова железы) только у перепончатокрылых.

## Полигиния
Полигини́я (от др.-греч. πολύ- «много-» и γυνή «жена», «многожёнство») — термин, который применительно к общественным насекомым означает наличие нескольких яйцекладущих самок (маток, цариц, королев) в семье.
Полигинные матки также менее физогастричны, чем моногинные матки, а их рабочие мельче.

## Моногиния
Моногини́я (от греч. μονος — единый + γυνή «жена») — термин, который применительно к общественным насекомым означает наличие лишь одной плодущей самки (матки, царицы, королевы) в семье.
Поведение и колониальная структура полигинных и моногинных муравьёв, даже в пределах одного вида могут значительно отличаться, например, у красных огненных муравьёв.

## Примеры
Большинство общественных насекомых относятся к отряду Перепончатокрылые насекомые. Причём только семейство Муравьи является полностью социальным, тогда как в других семействах перепончатокрылых (пчелы и осы) наблюдаются все стадии перехода от одиночного образа жизни к общественному. У ос эусоциальность встречается среди подсемейств веспины (бумажные осы, шершни), полистины, а среди пчёл — в таких группах, как Настоящие пчёлы (Apidae, включая шмелей, безжальных и медоносных пчёл), галиктиды. Также к этой группе относится подотряд Термиты. Отдельные признаки социальности наблюдаются и в других группах насекомых, например, у клопов, тлей, уховёрток.
Элементы социального поведения также обнаружены у трипсов. Некоторые из них (например, Anactinothrips gustaviae из Панамы, длина тела 5 мм) собираются в группы до 200 особей, в которых охраняют отложенные ими яйца и личинок, прокладывают пахучие тропы для координации групповой фуражировки. Жук-короед Austroplatypus incompertus стал первым представителем отряда жесткокрылые (подсемейство плоскоходов, Platypodinae), у которого обнаружены элементы общественного образа жизни и эусоциальность. Элементы социального поведения (забота о потомстве) обнаружены у уховёрток, а самки сверчка Anurogryllus (Gryllidae), и обитающего в Японии древесного клопа Parastrachia japonensis приносят корм своим молодым личинкам.